# Christine Schirmer
Christine Schirmer, geb. Schillhammer, (* 7. Dezember 1938 in Wien; † 6. März 2019 ebenda) war eine österreichische Politikerin der SPÖ und Geschäftsführerin. Sie war die erste Wiener Stadträtin, die explizit für Frauenfragen zuständig war.

## Leben und Karriere
Christine Schirmer wurde am 7. Dezember 1938 in Wien geboren und besuchte hier Volks- und Hauptschule. Anschließend absolvierte sie eine kaufmännische und fototechnische Lehre und schloss diese 1956 mit der Handelskammerprüfung ab. In weiterer Folge verbrachte sie zweieinhalb Jahre als Haushaltshilfe in London und war nach ihrer Rückkehr nach Wien im Jahre 1959 als kaufmännische Angestellte tätig. Nachdem sie 1960 geheiratet hatte, brachte sie zwei Söhne zur Welt und unterbrach ihre Berufstätigkeit. 1964 kehrte sie ins Berufsleben zurück und engagierte sich im Rahmen der Sozialistischen Partei Österreichs (SPÖ), wobei sie unter anderem dem Bezirksfrauenkomitee des 14. Wiener Gemeindebezirks, Penzing, angehörte. Durch Johanna Dohnal von der Wichtigkeit politischer Arbeit überzeugt, wurde Schirmer 1973 stellvertretende Vorsitzende des Bezirksfrauenkomitees und noch im gleichen Jahr in die Penzinger Bezirksvertretung gewählt. Der Bezirksvertretung gehörte sie bis zu ihrem Einzug in den Gemeinderat und Landtag im Jahre 1979 an. Als Gemeinderätin war sie in verschiedenen Ausschüssen und Ombudsfrau der Krankenpflegeschülerinnen. Weiters war sie von 1976 bis 1987 Geschäftsführerin des Vereins Wiener Sozialdienste. Im Februar 1987 wurde sie, als erste Frau in dieser Position, die Vorsitzende des Finanzausschusses des Wiener Gemeinderates. Noch im selben Jahr wurde sie auch in den Wiener Vorstand sowie in den Bundesparteivorstand der SPÖ gewählt. Von Dezember 1987 bis Dezember 1991 war sie in Landesregierung und Stadtsenat Zilk II Amtsführende Stadträtin für Konsumentenschutz, Frauenfragen, Recht und Bürgerdienst, wobei sie die erste Wiener Stadträtin war, die explizit für Frauenfragen zuständig war. Sie gründete die Frauenservicestelle im Wiener Rathaus, die heute noch als Frauentelefon existiert. Nach der Landtags- und Gemeinderatswahl 1991 übernahm sie das Amt der Ersten Präsidentin des Wiener Landtags und übte diese Funktion bis November 1994 aus, ehe sie durch Ingrid Smejkal abgelöst wurde. Am 9. März 2019 starb Schirmer 81-jährig in Wien; bis zu ihrem Tod lebte sie in ihrem Heimatbezirk Penzing.